# QUnit
QUnit je okruženje koje služi za testiranje JavaScript kôdova. Koristio se u jQuery projektu za testiranje jQuery, jQuery UI i jQuery Mobile tako da je to okruženje generisano da testira bilo koji JavaScript kôd. QUnit podržava okruženja na strani klijenta i okruženja na strani servera.
QUnit prati metode testiranja CommonJS specifikacije, na koju je i sam QUnit imao uticaj u jednom trenutku.

## Istorija
je razvio Džon Resig kao deo jQuery-ja. Tokom 2008. godine je izdvojen od jQuery-ja i postao je poznat kao „QUnit“. Ovo je omogućilo da bilo ko koristi QUnit za testiranje kôdova. Iako je početna verzija QUnit-a koristila jQuery za interakciju sa objektnim modelom dokumenta, a od 2009. godine QUnit postaje samostalan.

## Primena i primeri
- QUnit.module(string) — Definiše modul, grupa od jednog ili više testova.
- QUnit.test(string, function) — Definiše test.

QUnit koristi grupe metoda kako bi obezbedio semantičko značenje jedinica za testiranje:
- assert.ok(boolean, string) — Utvrđuje da je pružena vrednost kastovana u logičko tačno.
- assert.equal(value1, value2, message) — Poredi dve promenljive po vrednosti.
- assert.deepEqual(value1, value2, message) — Poredi dve promenljive ne samo po vrednosti već i po identitetu.
- assert.strictEqual(value1, value2, message) — Poredi dve promenljive po vrednosti i tipu.

Osnovni primeri ovih metoda:
```
QUnit
.
test
(
'a basic test example'
,
 
function
 
(
assert
)
 
{

  
var
 
obj
 
=
 
{};

  
assert
.
ok
(
true
,
 
'Boolean true'
);
       
// prolazi

  
assert
.
ok
(
1
,
 
'Number one'
);
            
// prolazi

  
assert
.
ok
(
false
,
 
'Boolean false'
);
     
// ne prolazi

  
obj
.
start
 
=
 
'Hello'
;

  
obj
.
end
 
=
 
'Ciao'
;

  
assert
.
equal
(
obj
.
start
,
 
'Hello'
,
 
'Opening greet'
);
 
// prolazi

  
assert
.
equal
(
obj
.
end
,
 
'Goodbye'
,
 
'Closing greet'
);
 
// ne prolazi

});

```

## Spoljašnje veze
- qunitjs.com - Official website
- QUnit on GitHub